# 스위스 국가 및 지역 중요문화재 목록

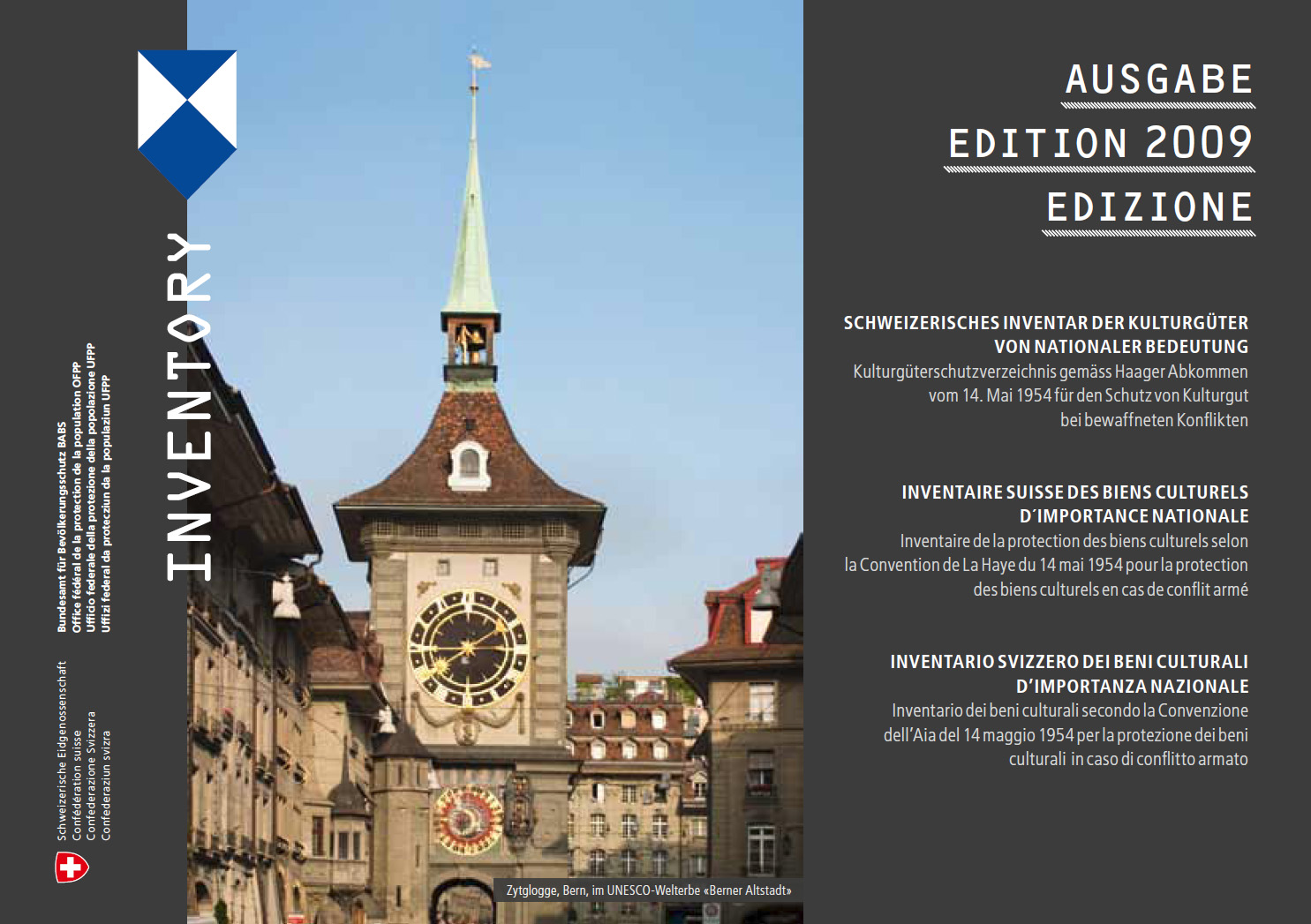

스위스 국가 및 지역 중요 문화재 목록(독일어: Schweizerisches Inventar der Kulturgüter von nationaler und regionaler Bedeutung)은 스위스의 문화재 등록부이다. 무력충돌 시 문화재 보호를 위한 헤이그 협약 제2의정서 제5조에 따라 설립되었다. 문화재의 국가 등록부 설정을 제공한다.

## 범위
등록부에는 구시가지, 숙소, 광장, 마을, 성례전 건물, 주택, 성, 다리, 기념물, 고고학 유적지 및 컬렉션을 포함한 문화재의 이동 및 고정 항목이 모두 포함된다. 그 항목은 두 그룹으로 분류된다:
- 국가적으로 중요한 항목(클래스 A)
- 지역적으로 중요한 항목(클래스 B)

선택은 역사, 미학, 예술, 유형학, 민족지학, 사회 연구 및 기타 과학 분야의 영역에서 항목의 중요성과 희소가치를 기반으로 한다. 순전히 지역적으로 중요한 항목은 포함되지 않는다. 이는 주 당국에서 별도로 등록할 수 있다.

## 공개 내역
등록부는 주 당국과 협력하여 연방 시민 보호국에서 작성하고 연방 평의회에서 공식적으로 발행한다. 1988년에 처음 출판되었고, 1995년과 2009년에 업데이트된 형태로 재발행되었다. 2009년 개정판은 A 등급 객체만 다루고 B 등급 객체는 나중에 검토하고 업데이트할 예정이다. 그때까지 관청에서 발표한 B급 물체 목록에는 1995년 목록의 B급 물체, 주 당국이 제출한 신규 또는 변경된 B급 물체 제안서, 보관되지 않은 이전 A급 물체가 포함된다. 2009년 검토에서 국가적으로 중요한 것으로 나타났다.
연방 시민 보호국(Federal Office of Civil Protection)은 지리 정보 시스템 및 PDF 문서 세트로 인터넷에서 사용할 수 있는 A급 개체의 2009년 등록(2010년 4월 1일 현재)을 만들었다. 2010년에 인쇄된 카탈로그(간행물 번호 408.980)가 출판되었다.